# Wolfram Alpha
Wolfram Alpha（WolframAlphaともWolfram|Alphaとも表記される）は、ウルフラム・リサーチが開発した質問応答システム。事実についての質問に対して、構造化されたデータを使って計算し、直接答えを返すオンラインサービスである。他の検索エンジンのように、答えを含んでいる可能性のあるドキュメントやウェブページのリストを返すわけではない。このサービスは2009年3月に英国人科学者スティーブン・ウルフラムが発表し、同年5月15日に公開された。また、2018年6月18日には日本語版のWolfram Alphaも公開された。2022年時点では日本語に対応しているのは数学関連のクエリのみであるが、「5個のボールの並べ方は何通りあるか」「ニュートン法を使ってxcos x=0 を解く」などの質問に対して日本語で答えることができる。

## 概要
ユーザはテキストフィールドに質問や計算リクエストを入力して送信する。Wolfram Alphaは知識ベースの精選された構造化データから答えと関連する視覚的情報を計算する。ゆえにWolfram Alphaは、多数の答えのインデックスを作成し、質問をいずれか1つに合致させようとするセマンティック検索エンジンとは異なる。
Wolfram Alphaはコンピュータ代数、記号および数値計算、可視化、統計などの機能を網羅するウルフラムのフラッグシップ製品Mathematicaの上に構築されている。答えは通常読みやすい形の解で示される。
- 例：「lim(x->0) x/sin x」は正しい結果1に加え、ロピタルの定理を使った微分、プロット、そして級数展開を返す。

Wolfram Alphaは自然言語を使った、事実についての質問にも答えることができる。例えば、「Where was Mary Robinson born?」（メアリー・ロビンソンが生まれた場所は？）や、より複雑な「How old was Queen Elizabeth II in 1974?」（1974年時点でエリザベス2世は何歳？）などである。 （ロビンソンについての答えには「Ballina, Mayo, Ireland」（アイルランドのメイヨー県バリナ）、バリナについてのさまざまな情報、ロビンソンについてのオンラインの略歴へのリンクが含まれる。エリザベス女王についての答えは「Result for start of 1974: 47 years」（1974年の始まりの時点で47歳）と略歴へのリンクである。）
複数のソースのデータを使って計算を行うこともできる。
- 例：「What is the fifty-second smallest country by GDP per capita?」（国民1人あたりの国内総生産が52番目に小さい国は？）と入力すると、ニカラグアで年1160ドルであると返される。

Wolfram|Alphaは少量の中核となる情報から推定を行う。 この点において、Wolfram Alphaは1980年代に始まった一般常識推論エンジンの開発に焦点をあてたプロジェクトCycとの多くの類似点がある。
データベースには、現在、現在および過去の天候情報など、何百ものデータセットが含まれている。このデータセットは2年以上かけて蓄積されており、今後も増える予定であり、それに伴って答えられる問題の範囲も広がっていく予定となっている。

## 対応科目[9]
- 微積分
- 線形代数
- 確率
- 最適化
- 統計学
- 関数
- 幾何学
- 数論
- 離散数学
- 論理
- 集合論
- 数学的定義
- 数学視覚化

## ライセンスパートナー
Wolfram AlphaはMicrosoft BingおよびDuckDuckGo検索エンジンの検索機能を提供している。 
Wolfram AlphaはAppleのSiri、DexetraのAndroid Irisから、事実に基づく質問に対する回答を受ける。

## テクノロジー
Wolfram AlphaはwebMathematicaとgridMathematicaを使って1500万行のMathematicaコードで書かれており、1万個のCPU（この個数は起動に向けて拡張された）上で実行されている。

## 起動
起動準備は中部標準時で2009年5月15日午後7時(16 May 2009 0:00 UTC)に始まり、Justin.tvでライブ放送された。高負荷問題を予想しながらも、その数時間後から公式起動する予定であった。このサービスは2009年5月18日に公式に起動した。
Wolfram Alphaについては肯定的な評価がなされている。
Wolfram Alphaの支持者の中には、将来性を評価する人や、現在の有用性よりWolfram Alphaが結果を導くその工程が重要なのだと指摘する人もいる。

## Wolfram Alpha Pro
2012年2月8日，Wolfram Alpha Proが発表された。これは月々の利用料によってユーザに追加機能を提供するものである。主な機能には、表形式、画像、音声、XML、何十もの特化した科学・医用・数学形式など、一般によく使われる多くのファイル形式をアップロードして自動的に解析することができるというものがある。その他には、拡張キーボード、CDFを使ったインタラクティブ機能、データのダウンロード、グラフィックスや表を含む結果をカスタマイズして保存できる機能などがある。
Wolfram Alpha Proの新しいプレミアム機能の導入に伴い、無料ページにいくつかの変更点が加わった。
- 無料サイトの広告が増えた。
- テキストとPDFによるエキスポート機能を利用するためには、無料アカウントが必要になった。
- 時間のかかる計算のための計算時間延長のリクエストは以前は無料[20]であったが、購読者のみが対象となった[21]。

## その他の記事
- Wolfram Alpha: A New Way To Search?, Stephen Wildstrom, BusinessWeek, 3月9日
- Stephen Wolfram's Answer To Google: If Wolfram/Alpha works as advertised, it will be able to do something Google can't: provide answers that don't already exist in indexed documents. by Thomas Claburn, InformationWeek, 2009年3月10日
- Better Search Doesn’t Mean Beating Google by Saul Hansell, The New York Times, 2009年3月9日
- Wolfram Alpha will Take Your Questions -- Any Questions, Ian Paul, PC World, 2009年3月9日
- Wolfram Alpha: Searching for Truth: Stephen Wolfram talks with Rudy Rucker about his Upcoming Release by ルーディ・ラッカー, H+ Magazine
- "A hungry little number cruncher: Wolfram Alpha search tool mines databases to yield math-based replies" by Hiawatha Bray,  The Boston Globe, 2009年3月5日